# Trichoplusia dolera
Trichoplusia dolera är en fjärilsart som beskrevs av Claude Dufay 1977. Trichoplusia dolera ingår i släktet Trichoplusia och familjen nattflyn. Inga underarter finns listade i Catalogue of Life.